# Wilhelm Bode (Maler)
Wilhelm Bode (* 12. März 1830 in Hamburg; † 27. Juli 1893 in Düsseldorf) war ein deutscher Landschaftsmaler.

## Leben

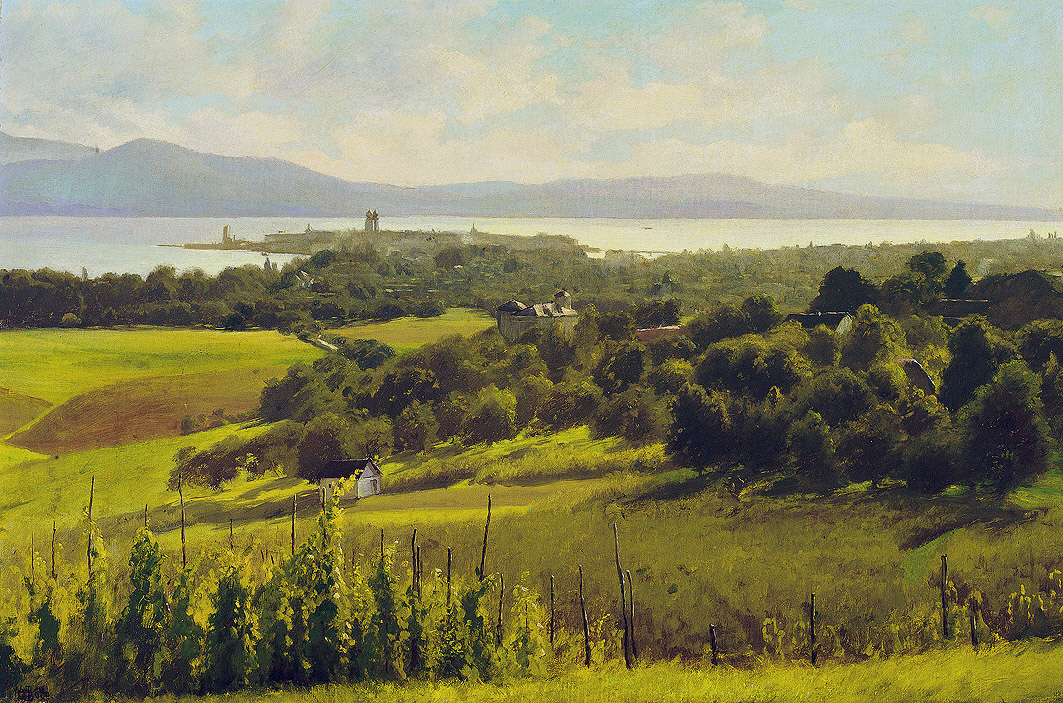
Blick von der Bäuerlinshalde über Lindau auf den Bodensee

Bode, der zunächst eine Lehre zum Lithografen durchlaufen hatte, ging 1855 nach Wien, wo er sich an der Akademie der bildenden Künste zum Landschaftsmaler ausbilden ließ. Acht Jahre lebte er danach in München, dann bis zum Lebensende in Düsseldorf. Dort gehörte er dem Künstlerverein Malkasten an.
Bode malte vornehmlich Landschaften aus Bayern und der Schweiz, aber auch aus der Eifel und Westfalen sowie dem Harz. Sie erschienen in den 1860er bis 1880er Jahren insbesondere auf akademischen Ausstellungen in Dresden und Berlin.